# Philippe Martinez
Philippe Martinez (1968) è un regista e produttore cinematografico francese.

## Biografia

### Problemi legali
Dopo aver assistito al fallimento della sua prima azienda fondata in maniera indipendente, Martinez fu condannato in contumacia per frode in Francia, suo paese d'origine, dato che all'epoca del fatto si trovava negli Stati Uniti a richiedere asilo politico, salvandosi in questo modo da una possibile estradizione e quindi senza espiare la condanna.
Rigettata la domanda d'asilo, Martinez fece quindi ritorno in Francia dove scontò sei mesi in carcere. Martinez definì ingiusto il caso, dal momento che lui sarebbe stato vittima di investitori avidi e un pubblico ministero abbastanza zelante.
Un altro mandato di cattura emesso dalle autorità giudiziarie francesi fu inviato al produttore nel suo soggiorno negli Stati Uniti sempre per frode in bilancio in contumacia, e al posto di affrontare il processo preferì rimanere negli USA continuando a produrre film con la propria casa. Nel febbraio 1999, tuttavia, il Dipartimento dell'Immigrazione ordinò l'arresto di Martinez in seguito alla violazione della durata del suo visto, e acconsentì all'estradizione in Francia..

## Carriera
Dal 1988 al 1990 fu presidente dell'Odeon Theatre di Marsiglia, uno dei più famosi e grandi complessi teatrali dell'Europa. Dopo l'abbandono della direzione, decise di focalizzare la propria carriera sul mondo del cinema utilizzando le proprie finanze per diventare un produttore cinematografico. Detto ciò, partì per gli Stati Uniti, dove tempo dopo trovò posto come presidente del comitato direttivo della compagnia cinematografica multinazionale di distribuzione, Ulysses Entertainment.
Dal 1996 al 1999 si occupò della direzione della Betar Entertainment, con base a Los Angeles e con uffici a Montréal, un medio studio impegnato nel sostegno economico a coproduzioni canadesi per la distribuzione mondiale; nello stesso periodo fu produttore esecutivo dei film Ultimate Weapon con Hulk Hogan e In Her Defense con Marlee Matlin e Michael Dudikoff.
Al termine di questo periodo, nel 1999 lanciò una compagnia in proprio, la Bauer Martinez Entertainment, della quale è amministratore delegato e membro del consiglio d'amministrazione. La Bauer è particolarmente legata al finanziamento e alla distribuzione di film indipendenti negli Stati Uniti e nel mercato internazionale.
Nonostante la sua forte passione, nel 2003 fece il proprio debutto come regista in Citizen Verdict, con Armand Assante e Jerry Springer. Il film uscì nei cinema statunitensi in edizione limitata e fu presentato all'edizione 2003 del Festival di Cannes e in altre mostre del cinema minori, come l'Ischia Film Festival nello stesso anno.
Nel 2004 tornò nuovamente dietro la macchina da presa, dirigendo il film d'azione Wake of Death, con Jean-Claude Van Damme. Il film, che ricevette recensioni deliranti sia in Europa che negli Stati Uniti, ma ciò non gli permise comunque di non essere distribuito a livello cinematografico in diverse nazioni lo stesso anno. In Italia entrò direttamente nel mercato home video mantenendo il titolo originale.
È anche presidente e amministratore delegato della Cinepro Pictures, una compagnia statunitense impegnata essenzialmente nella distribuzione estera con 15 dipendenti e a responsabilità limitata. La società ha un basso profilo produttivo e realizza 2 o 3 titoli all'anno diretti al mercato internazionale, principalmente si aiuta vicendevolmente con la consorella Philippe Martinez Productions.
Nel 2009, la compagnia Grand Rapids affidò a Martinez la regia e la supervisione di Tribes of October, un thriller fantascientifico e post-apocalittico sceneggiato da Nick Vallelonga e Paul Sloan, per il quale fu messo a disposizione un budget di 25 milioni di dollari.
Martinez affidò al suo studio Cinepro Pictures la copertura di parte delle spese di produzione, divise concisamente insieme a Grand Rapids e SteelBridge Finance, e Karinne Behr venne ingaggiata come consulente finanziaria. Nel maggio dello stesso anno entrarono a far parte del cast James Caan e Robert Duvall, affiancando Ray Stevenson, Jaime King e Stephen Moyer., e al termine del casting iniziò subito una breve ma massiccia campagna di marketing basata su immagini dei protagonisti caratterizzate da uno stile grafico influenzato da fumetti e film noir., e sulla prima locandina ufficiale, raffigurante la statua della libertà e i grattacieli di New York tra dune di sabbia, immersi nel deserto. Per la disposizione di alcuni green screen fu prenotato lo stabile DeVos Place, e le riprese sarebbero dovute partire ad agosto in Michigan, ma furono posticipate al successivo ottobre. A novembre il titolo mutò in The Last City e furono pubblicate in rete informazioni sulla trama. Martinez, dichiarò in separata sede, che 7 minuti d'anteprima sul lavoro fatto con la computer grafica sarebbero stati mostrati all'edizione 2010 del festival di Cannes., ma da allora non vennero più diffusi sviluppi sullo stato del film.

## Filmografia

### Regista
- Citizen Verdict (2003)
- Wake of Death (2004)
- The Steam Experiment (2009)
- Natale con il babbo (Father Christmas is back) (2021)

### Produttore
- Getting In (1994)
- La notte e il momento (The Night and the Moment) (1994)
- The Ultimate Weapon (1997)
- Musketeers Forever (1998)
- The Collectors (1999)
- Texas 46 (2002)
- The Contract (2002)
- The Piano Player (2002)
- Absolon (2003)
- Shoreditch (2003)
- Citizen Verdict (2003)
- I colori dell'anima - Modigliani (2004)
- Out of Season, regia di Jevon O'Neill (2004)
- Wake of Death (2004)
- The Defender (2004)
- Making of 'Wake of Death' (2004)
- The Number One Girl (2005)
- House of 9 (2005)
- Dot.Kill (2005)
- Harsh Times (2005)
- Land of the Blind (2006)
- Irish Jam (2006)
- Fuga dal matrimonio (The Groomsmen) (2006)
- Van Wilder 2: The Rise of Taj (2006)
- Mexican Sunrise (2007)
- I Could Never Be Your Woman (2007)
- The Christmas Miracle of Jonathan Toomey (2007)
- Identikit di un delitto (The Flock) (2007)
- The Steam Experiment (2009)
- Game of Death (2010)